# 普罗万 (北部省)
普罗万（法語：Provin，法語發音：[pʁɔvɛ̃]）是法国上法兰西大区北部省的一个市镇，位于该省中部，属于里尔区和里尔欧洲都会区。

## 地理
普罗万（50°30'53"N, 2°54'46"E）面积3.39 平方千米，位于法国上法蘭西大區北部省，该省份为法国最北部的省份及最长的省份，西北濒北海，西接加来海峡省，南至埃纳省和索姆省，东与比利时接壤。
与普罗万接壤的市镇（或旧市镇、城区）包括：阿讷兰、默尔尚、卡尔万、博万。
普罗万的时区为UTC+01:00、UTC+02:00（夏令时）。

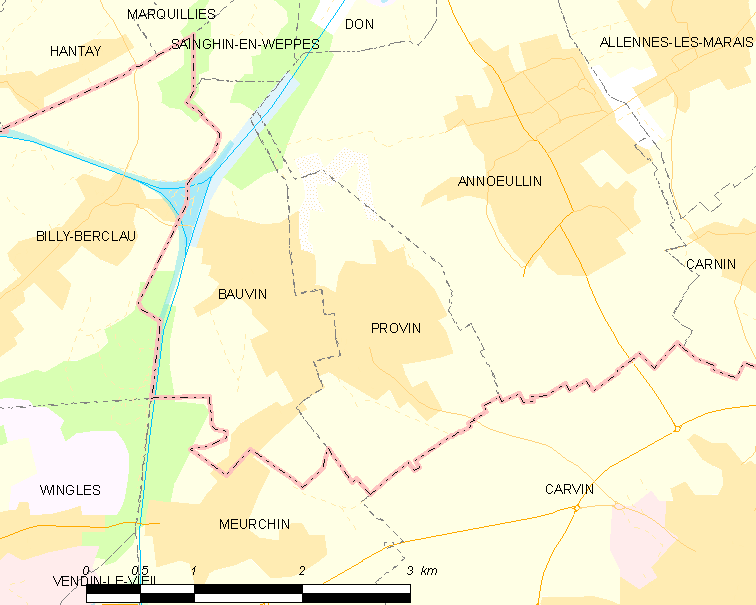
普罗万的OSM定位图

## 行政
普罗万的邮政编码为59185，INSEE市镇编码为59477。

## 政治
普罗万所属的省级选区为阿讷兰县。

## 人口

1962-2008年间普罗万人口变化图示

普罗万于2022年1月1日时的人口数量为4456人。